# Chiswick Records
Chiswick Records è stata un'etichetta discografica indipendente inglese.

## Storia
Venne fondata nel 1975 da Roger Armstrong e Ted Carroll come parte del negozio londinese Rock On. Considerata la principale etichetta pub rock assieme alla Stiff, la Chiswick scritturò  Sniff 'n' the Tears, Motörhead, Skrewdriver e The Damned. L'etichetta chiuse i battenti nel 1981.